# На крутых берегах близ Дьеппа
«На крутых берегах близ Дьеппа» (фр. Falaises près de Dieppe) — картина французского художника-импрессиониста Клода Моне, написанная в 1897 году. На картине изображен скалистый берег моря возле города Дьепа (Нормандия), где в то время жил художник.
Через год после создания картина была выставлена в галерее Жоржа Пети вместе с другими нормандскими пейзажами Моне. В 1901 году она была приобретена известным коллекционером Дюраном-Рюэлем, который в 1903 году продал ее московскому коллекционеру Сергею Щукину. После революции коллекция последнего была передана в Музей нового западного искусства (Москва), а с 1948 года находится в Эрмитаже (Санкт-Петербург).
Моне также является автором похожих картин, одна из которых находится в музее Мармоттан-Моне в Париже, а другая в музее Орсе.